# Kuannersuite-(Ce)
La kuannersuite-(Ce) è un minerale appartenente al gruppo della belovite.